# Palazzo Grioni
Palazzo Grioni o Palazzo Businello (o anche con l'aggiunta del toponimo San Boldo) è un palazzo di Venezia, situato nel sestiere di San Polo, presso il luogo dove sorgeva la Chiesa di San Boldo. Si trovava di fronte a Palazzo Grimani a San Boldo, oggi abbattuto. 

## Storia

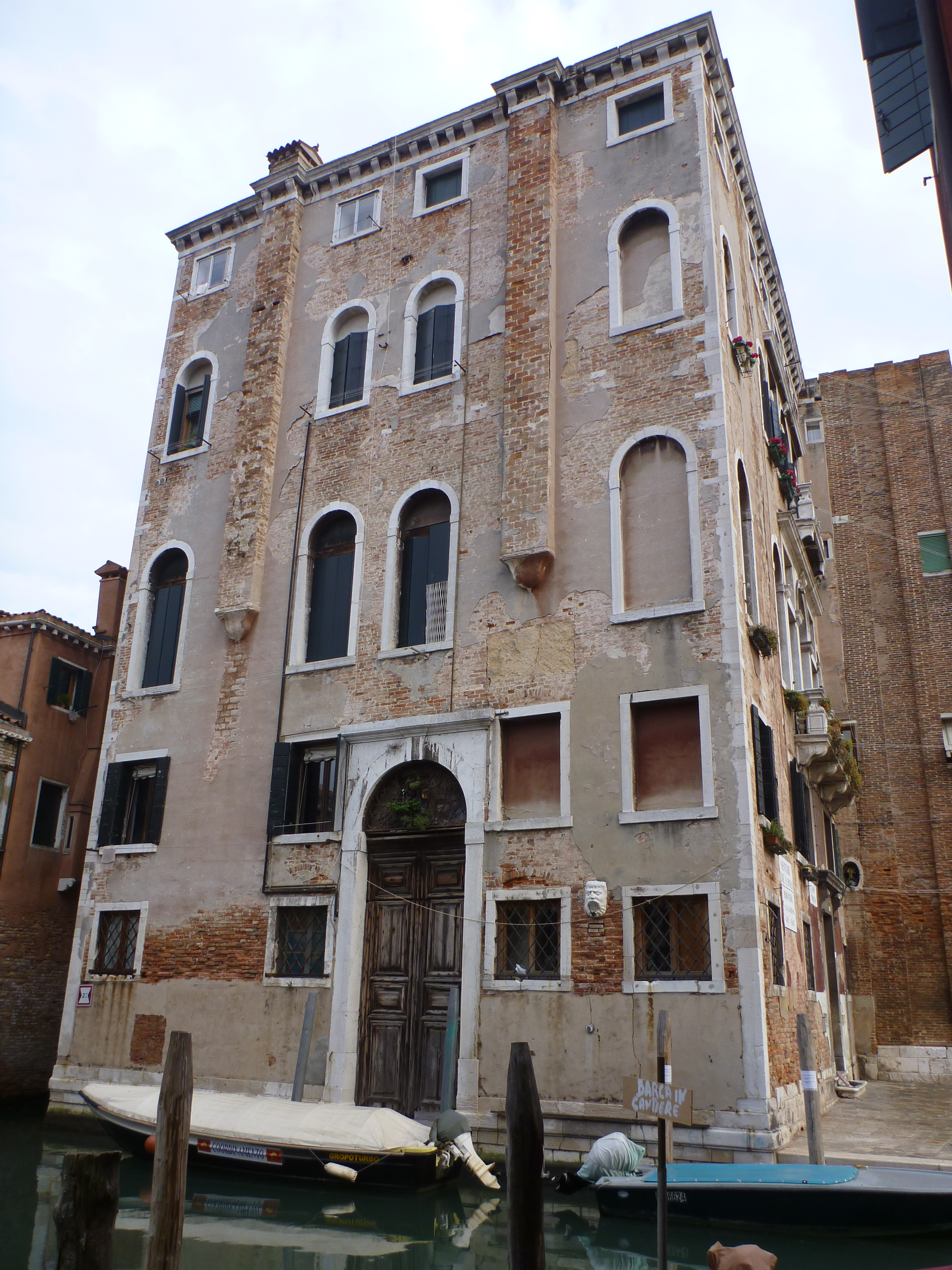
Il prospetto sull'acqua

Palazzo Grioni fu edificato nella seconda metà del XVI secolo per essere un'elegante dimora gentilizia. Fu ampliato nell'Ottocento, con l'annessione di architetture sconsacrate sopravvissute alla distruzione di San Boldo e rese abitabili.
Oggi è ancora una dimora privata.

## Descrizione
Palazzo Grioni mostra un tipico assetto rinascimentale; le due facciate, una sul rio e una opposta su Campo San Boldo, evidenziano i tre livelli principali dell'edificio, ai quali vanno aggiunti il mezzanino e l'ammezzato del sottotetto.
Ai due piani nobili vanno segnalate le serliane e le monofore a tutto sesto, presenti su entrambe le facce del palazzo.
Una peculiarità è ciò che contraddistingue Palazzo Grioni dagli altri edifici cinquecenteschi di Venezia. Nel primo Ottocento la struttura acquisisce un elemento architettonico preesistente, facendolo diventare parte integrante della facciata sul campo: si tratta del campanile mozzo della Chiesa di San Boldo, abbattuta all'inizio del XIX secolo, la cui torre campanaria trecentesca posta in abside era già adiacente al palazzo; oggi il campanile costituisce un'ala della stessa altezza dell'edificio, caratterizzata dalla superficie in laterizio aperta da feritoie.